# 阿薩姆人
阿薩姆人（英語：Assamese people），是所有生活在印度阿薩姆邦的居民的統稱，其中包括壯侗語系民族、南亞語系民族、漢藏語系民族以及印度-雅利安人，以阿薩姆語作為其共同身份認同的根據，亦有自己的文化，故常被視作微型國族。
阿萨姆人由历史上的多个族群融合形成，主要包括13世纪西迁进入阿萨姆地区的傣族和当地土著族群，阿萨姆一词即来自于土著人群对傣族的称呼。

## 語言
通用語為阿萨姆语，属印歐语系印度-伊朗语族印度-雅利安語支，與孟加拉語相近。

## 歷史
「阿薩姆人」作為一個國族身份始於西元16世紀。當時阿洪姆王國被孟加拉蘇丹國頻密進犯，國王蘇混發建立此身份以凝聚民心共同抗敵，其後不但成功抗敵，更解放了周邊地區。
西元1615年至1671年，莫臥兒帝國頻密進犯，阿洪姆王國不但連連取勝，更進一步控制了布拉馬普特拉河谷西部地區，甚至還吸引了大量的穆斯林士兵和人才投誠、轉而對抗莫臥兒帝國，「阿薩姆人」這個共同身份自此深植民心，而阿薩姆語亦在此時取代阿洪姆語成為王國的通用語。